# Prêmio Profissionais da Música
O Prêmio Profissionais da Música (PPM) é uma premiação da música brasileira. Teve a sua primeira edição realizada no ano de 2015 e, desde então, busca valorizar os profissionais atuantes nas diversas modalidades da produção musical, artística e cultural brasileira.

## História
O Prêmio foi criado em Brasília pelo músico e produtor Gustavo Vasconcellos e tem como foco a preservação da criação e da produção cultural. Ao longo de suas edições, as modalidades da premiação foram expandidas e hoje contam com 220 categorias, que contemplam toda a cadeia musical.
A premiação é realizada pela Academia dos Profissionais da Música do Brasil, com produção executiva da distribuidora GRV. O evento é o único no país a possuir o selo do ECAD pela valorização dos criadores e de todos que vivem de música.

## Edições

### 1ª Edição (2015)
Teve como temática: "Qual o Futuro da Música?". Os homenageados dessa edição foram: Renato Russo, Roberto Ribas e Jorge Ferreira.

### 2ª Edição (2016)
Nessa edição, a homenagem foi ao compositor Fernando Brant, e teve como tema: "Qual o Futuro da Obra?".

### 3ª Edição (2017)
Os homenageados da terceira edição foram: Benjamim Taubkin, Pena Schmidt e Thomas Roth. A temática abordada foi: "O Poder do Associativismo".

### 4ª Edição (2018)
Teve como temática: "E aí, Qual é a Sua Bossa?". O músico homenageado foi Roberto Menescal.

### 5ª Edição (2019)
Nessa edição, a homenagem foi a Claudio Santoro, Ronaldo Bastos e Genildo Fonseca. O tema foi: "Do Clássico ao Popular - 100 Anos de Música Brasileira.

### 6ª Edição (2020/2021)
Os homenageados da sexta edição foram: Cássia Eller, Patrícia Palumbo e Odette Ernest Dias. A temática abordada foi: "Do analógico ao Digital, Viva o Direito Autoral".

### 7ª Edição (2022/2023)
"Viva a Cultura Popular" foi o tema da sétima edição, que contou com a homenagem a Chico Science, Lia de Itamaracá, Juarez Fonseca e Renato Matos.

### 8ª Edição (2024)
A oitava edição faz homenagem a Alaíde Costa, Reco do Bandolim e Irlam Rocha Lima. O tema: “Vivam as plataformas, veículos e espaços culturais”.